# CMBS
CMBS (Collision Mitigation Brake System) は本田技研工業が開発した衝突被害軽減ブレーキである。

## 概要
IHCC（現名称：ACC）で装着されるミリ波レーダーを利用して先行車を監視し、追突の危険が生じた場合、運転者に対し警告音・シートベルト引きこみ・インパネ内表示等で知らせ、追突回避が不可能と判断した場合はブレーキ制御を行う。ただし、ブレーキ制御は追突を回避するために行われるのではなく、あくまで追突による被害軽減を行う目的であるため、運転者は従来どおりに運転を行う必要がある。
当初のCMBSは減速による衝突被害軽減のみを備え、自動停止は行わなかったが、2013年発売のアコードハイブリッド(2代目)から低速での自動停止を行うことで衝突回避が可能となった（今まで自動停止が行われなかった経緯は衝突被害軽減ブレーキ#自動停止参照）。また、対向車と衝突する恐れがある場合、ブレーキの自動制御により被害軽減を図り、ドライバーが回避操作をした場合は、ステアリング制御機能で回避操作をアシストする。
なお、CMBSは単体で装着されず、IHCCやHiDSおよびHonda SENSINGに内包されて装着される。HiDSの場合は、車両開発時期のタイミングで同装置が装着される場合とされない場合がある。

## 標準またはオプション装備されている車種

### IHCCまたはACCと組み合わせて装備
- オデッセイ
- エリシオン
- CR-V
- ステップワゴン
- シビック(八代目)
- シビックハイブリッド(二代目)
- ストリーム
- アコード
- アコードワゴン

### HiDSとして装備
- レジェンド
- インスパイア